# I
La i (en mayúscula I, nombre i, plural íes) es la novena letra del alfabeto español y del alfabeto latino básico y su tercera vocal. Su nombre en español es también i latina para diferenciarla de la y.
En español representa el sonido de una vocal cerrada y anterior. Esta letra debe distinguirse de la letra iota del alfabeto griego representada con un glifo similar, Ι y la del alfabeto cirílico, І.

## Historia
| D36 |

| D36 |

### Origen del punto de la «i»
En la época griega la iota no llevaba punto encima. En las lenguas romances se empezó a escribir en cursiva, y la U se confundía con la I cuando iban ligadas; para diferenciarlas se optó por dotar de un punto a la letra I.

## Reglas para su uso ortográfico
Se escriben con i: 
- Todas las palabras con este fonema; colmillo, trineo, sirope, higo, fin, con la excepción de la conjunción y, y algunos extranjerismos como rugby.
- En diptongos crecientes, en este caso se pronuncia como una aproximante palatal sonora; fiebre, fiesta, siete, diez, liebre, miel.
- En diptongos decrecientes cuando no finalizan la palabra: peine, seis, treinta, pleito, afeitar, veinte.

## Representaciones alternativas
En alfabeto fonético aeronáutico se le asigna la palabra Indi o India.
En código Morse es:  ·· 

Banderas de señales
Alfabeto semáforo
Lectura Braille
Alfabeto manual

## Otros significados
- En la numeración romana representa al número uno.
- En matemáticas se utiliza para representar la unidad imaginaria.